# جون ويليم غران
جون ويليم غران (بالنرويجية البوكمول: John Willem Gran)‏ هو كاهن كاثوليكي وراهب نرويجي، ولد في 5 أبريل 1920 في برغن في النرويج، وتوفي في 20 مارس 2008 في باريس في فرنسا.